# Vavřinec (jméno)
Vavřinec je jméno odvozené od vavřínu a česká obdoba latinského jména Laurentius. Jiná podoba jména je Vavřín. Latinské jméno se vykládá jako laurentský, pocházející z Laurenta (zaniklé město u Říma), případně také od laureatus, "vavřínem ověnčený" čili vítězný; laurus je latinský název vavřínu. Ženskou podobou je Laura.
Podle českého občanského kalendáře se jeho svátek slaví 10. srpna.

## Domácké podoby
Vávra, Vavřa, Lauren, Loren, Laurent

## Známí nositelé jména
- Kocour Vavřinec – fiktivní kocour, titulní postava československého komiksu
- Laurence Fishburne (* 1961) – americký herec
- Laurence Olivier (1907–1989) – britský herec
- Laurent Garnier (* 1966) – francouzský DJ
- Svatý Vavřinec († 258) – křesťanský mučedník v Římě
- Vavřinec z Březové (asi 1370 – asi 1437) – český husitský kronikář
- Vavřinec z Canterbury († 619) – římský misionář a první arcibiskup v Canterbury
- Vavřinec z Brindisi (1559–1619) – římskokatolický kněz a řeholník
- Vavřinec z Dublinu († 1180) – dublinský arcibiskup
- Vavřinec Hradilek (* 1987) – český sportovec, kajakář
- Vavřín Krčil (1895–1968) – český podnikatel a vynálezce síťové tašky
- Václav Vavřinec Reiner (1689–1743) – český barokní malíř

## Vavřinec jako příjmení
- Mirka Vavrinec, slovenská tenistka, manželka Rogera Federera